# Чотири тополі (пам'ятка природи, Сокирянський район)
Чоти́ри топо́лі — ботанічна пам'ятка природи місцевого значення в Україні. Розташована в межах Сокирянської міської громади Дністровського району Чернівецької області, в селі Розкопинці. 
Площа 0,02 га. Статус надано згідно з рішенням облвиконкому від 30.05.1979 року № 198. Перебуває у віданні Василівської сільської ради. 
Статус надано для збереження чотирьох тополь білих віком понад 100 років. Висота дерев 45 м, діаметр 2 м. 